# Charles Edward St. John

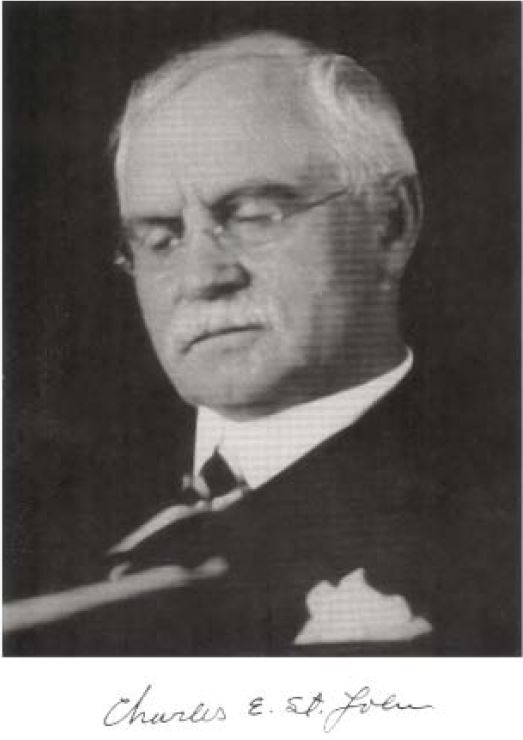
Charles E. St. John

Charles Edward St. John (* 15. März 1857 in Allen (Michigan); † 26. April 1935 in Pasadena (Kalifornien)) war ein US-amerikanischer Astronom.

## Leben
Charles Edward St. John wurde am 15. März als jüngstes Kind des Maschinenschlossers Hiram A. St. John und seiner Frau Lois Bacon geboren, er hatte drei Brüder und zwei Schwestern. Er war in seiner Jugend lange krank und kam daher erst spät zu seinen akademischen Abschlüssen, 1887 erhielt er den Bachelor-Abschluss am Michigan State College, 1883 den Master-Abschluss an der Harvard University. Mittels eines Stipendiums konnte er ein Jahr in Berlin verbringen, dort beschäftigte er sich mit Schwarzkörperstrahlung und es kam zu einer Publikation in den Annalen der Physik und Chemie über das Lichtemissionsvermögen bei hohen Temperaturen.
St. John wurde dann 1896 an der Havard University mit der Dissertation „Wavelengths of Electricity on Iron Wires“ im Fach Physik promoviert. Er lehrte von 1896 bis 1897 als Assistant Professor an der Michigan State University und wechselte dann als Associate Professor für Physik und Astronomie an das Oberlin College in Ohio, wo er elf Jahre lang blieb, ab 1899 als Professor. Er verbrachte während seiner Oberlin-Zeit einige Sommer am Yerkes-Observatorium, wo er George Hale kennenlernte, der ihm 1908 eine Stelle am Mount-Wilson-Observatorium verschaffte, so dass er mit 49 Jahren noch eine Forscherkarriere begann.
St. Johns rund um die Spektroskopie angesiedelten Forschungsschwerpunkte waren
- Bewegungen und Zirkulationen in Sonnenflecken
- Allgemeine Zirkulation und Schichten der Sonnenatmosphäre
- Wellenlängen und Verschiebungen zwischen solaren und terrestrischen Spektrallinien mit Anwendungen auf die Allgemeine Relativitätstheorie
- Spektroskopische Messung der Sonnenrotation
- Nachweis von chemischen Elementen im Sonnenspektrum
- Anwendungen auf Spektren von Planeten und Sternen.

Zu diesen Themen veröffentlichte er zahlreiche Arbeiten, allein oder zusammen mit Harold Babcock, Walter Adams, Louise Ware, Seth Nicholson oder Charlotte Moore.
Als experimentelle Bestätigung der Allgemeinen Relativitätstheorie, genauer des Äquivalenzprinzips, versuchte St. John die von Albert Einstein vorhergesagte Rotverschiebung nachzuweisen, kam aber zu keinen abschließenden Ergebnissen, war sogar zeitweilig der Meinung, die Rotverschiebung nicht bestätigen zu können, fand aber später doch Resultate, die das Äquivalenzprinzip stützen. Er untersuchte die Spektren von Venus und Mars und erzielte Einsichten über die Zusammensetzung ihrer Atmosphären. Ferner unterzog er die von Henry Rowland erstellten Tabellen von Sonnenspektrallinien einer Revision, wodurch die Anzahl der auf der Sonne nachgewiesenen Elemente von 36 auf 51 stieg.
1930 ging er in einen teilweisen Ruhestand, er blieb Research Associate am Wilson-Observatorium. Charles Edward St. John starb am 26. April 1935 an den Folgen einer Lungenentzündung.

## Ehrungen
- Von 1922 bis 1925 war St. John Präsident der IAU-Kommission 14 „Atomic & Molecular Data“ und von 1925 bis 1935 Präsident der Kommission 12 „Solar Radiation & Structure“.[9]
- 1924 wurde er zum Mitglied der National Academy of Sciences gewählt.[10]
- Im Jahre 1970 benannte die Internationale Astronomische Union den Mondkrater St. John offiziell nach Charles Edward St. John.[11]